# Ìfé
Ìfé (en español: Amor) es una película nigeriana LGBT romántica producida por la activista por los derechos LGBTQ Pamela Adie y dirigida por Uyaiedu Ikpe-Etim. Ha sido promocionada como la primera película íntegramente lésbica en la historia de Nollywood. Sin embargo, algunas fuentes afirmaron que también es la primera película LGBT nigeriana. Con el lanzamiento del tráiler oficial de la película en YouTube en julio de 2020, se esperaba su estreno a través de Internet a finales de año.

## Sinopsis
La vida de una pareja de mujeres, Ifé y Adora, y cómo enfrentan los desafíos de ser lesbianas en Nigeria.

## Elenco
- Cindy Amadi
- Uzoamaka Aniunoh[8]

## Producción
El proyecto fue iniciado conjuntamente por Uyai Ikpe-Etim y Pamela Adie en colaboración con Equality Hub, una ONG que opera en Nigeria y se enfoca en los derechos LGBT. Su objetivo es romper los estereotipos de la industria de Nollywood, que históricamente no cumple con las expectativas de retratar los elementos LGBTQ. El guion fue escrito como una historia romántica entre dos mujeres.

## Censura
La película tuvo que lidiar con la censura durante la fase de producción debido a su temática LGBTQ. La producción y el rodaje se enfrentó a la interferencia de la Junta Nacional de Censores de Cine y Video, que amenazó y se negó a aprobar la película para su distribución en cines.
La interpretación de personajes LGBT en Nigeria se considera controvertida. En sí, las relaciones homosexuales se consideran un delito grave y se impone una pena de 14 años de prisión. El expresidente Goodluck Jonathan aprobó la Ley de prohibición de Matrimonios del Mismo Sexo en 2014, calificándolos como ilegales.
Adedayo Thomas, director ejecutivo de NFVCB en una entrevista con CNN insistió en que la Junta no aprobaría películas que promocionen temas y representaciones de elementos que no se ajusten a los valores, creencias, moral, tradiciones y constitución de Nigeria. La junta también emitió advertencias y amenazas indicando que rastrearía a los cineastas LGBT en Nollywood.

## Lanzamiento
Aunque no fue prohibida oficialmente por la NFVCB, se programó su estreno a través de plataformas en línea en lugar de un estreno en cines para evitar la censura y los efectos de la pandemia de COVID-19 en Nigeria. La cineasta Adie reveló que no se transmitirá a través de YouTube y en su lugar estaría disponible través de sus propias plataformas.